# Johann Erwein von Greiffenclau-Vollrads
Johann Erwein Freiherr von Greiffenclau-Vollrads (auch: Greiffenclau zu Vollrads) (* 1663 auf Schloss Vollrads; † 1. März 1727) aus dem Adelsgeschlecht Greiffenclau war Burggraf zu Friedberg und Vizedom des Rheingaus.

## Leben
Johann Erwein von Greiffenclau-Vollrads war kaiserlicher Reichshofrat, Erbtruchseß des Erzstiftes Mainz, Viztum im Rheingau, Ritterhauptmann der mittelrheinischen Reichsritterschaft und 1710 bis 1727 Burggraf zu Friedberg. Besonders bemüht war er um die Ausgestaltung des Stammschlosses Vollrads.

## Familie
Johann Erwein von Greiffenclau-Vollrads war der Sohn von Georg Philipp Freiherr Greiffenclau von Volrads und dessen Frau Anna Margaretha von Buseck.
Johann Erwein von Greiffenclau-Vollrads war in erster Ehe mit Anna Lioba geborene von Sickingen-Sickingen (1666 – 12. September 1704) verheiratet. Aus der Ehe gingen acht Kinder hervor:
- Franz Philipp Georg Greiffenclau von Volrads (* 1689)
- Karl Philipp von Greiffenclau zu Vollrads (1690–1754), von 1749 bis 1754 Fürstbischof von Würzburg
- Anna Greiffenclau von Volrads (* 1692)
- Franz Erwein Ferdinand Greiffenclau von Volrads (* 8. April 1693)
- Lothar Godfried Heinrich Freiherr Greiffenclau von Volrads (* ? 1694)
- Maria Anna Greiffenclau zu Vollrads (* 9. November 1695, † 8. Oktober 1768), verheiratet mit Wolfgang Eberhard Kämmerer von Worms, Freiherr von Dalberg
- Wilderich Damian Greiffenclau von Volrads (* 1698)
- Maria Theresia, Freiin von Greiffenclau zu Vollrads (* 18. August 1701, † 15. Januar 1747), verheiratet mit Franz Wolfgang Freiherr von Stechow

In zweiter Ehe heiratete er Maria Catharina geborene Freiin Kottwitz von Aulenbach († 24. Oktober 1715 in Friedberg). Aus dieser Ehe gingen zwei Kinder hervor:
- Johann Philipp Joseph Ignaz Greiffenclau von Volrads (* 17. Mai 1706)
- Anna Liobe Franziska Xaveria Greiffenclau von Volrads (* 7. Februar 1710), verheiratet mit Carl Heinrich Freiherr von Warsberg

In dritter Ehe heiratete er Maria Anna Magdalena geborene Gräfin Waldbott von Bassenheim. Aus dieser Ehe gingen zwei Kinder hervor:
- Maria Magdalena Greiffenclau von Volrads (* 5. März 1719)
- Franz Karl Greiffenclau von Volrads (* 1721)

In vierter Ehe heiratete er Maria Dorothea geborene Freiin von und zu Frankenstein (* ca. 1693). Aus dieser Ehe gingen fünf Kinder hervor:
- Maria Anna Sophia Greiffenclau von Volrads (* 15. April 1722) Johann Ferdinand Sebastian Meinrad Freiherr von Sickingen zu Hohenburg
- Damian Hugo Casimir Friedrich Greiffenclau von Volrads (* 5. Juni 1723)
- Philipp Ernst Marsil Ferdinand Greiffenclau von Volrads (* 30. Juni 1724)
- Franz Carl Philipp Anton Greiffenclau von Volrads (* 1726)
- Adolf Wilhelm Franz Freiherr Greiffenclau von Volrads (* 1727)